# إيبرهارد فراس
إيبرهارد فراس (بالألمانية: Eberhard Fraas)‏ (26 يونيو 1862 - 6 مارس 1915)، هو عالم جيولوجيا وحفريات ألماني، كان يعمل كأمين في شتوتغارت، اكتشف عدداً من الأحفورات، سُمي جنس ديناصور إيفراسيا بإسمه.